# Thomas Raithel

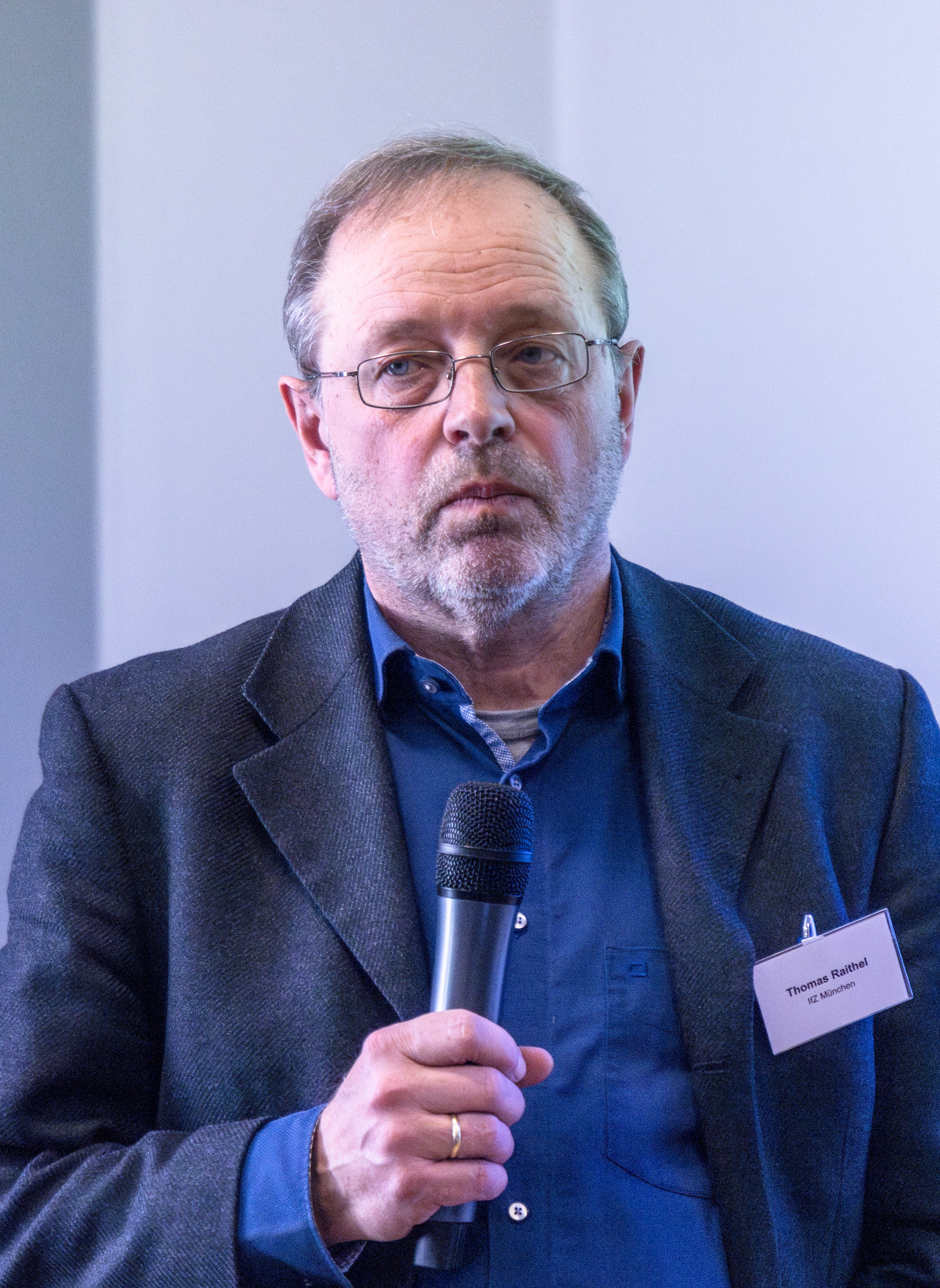
Thomas Raithel, März 2024

Thomas Raithel (* 22. Mai 1958 in Fürth) ist ein deutscher Historiker.

## Leben und Wirken
Raithel studierte Geschichte, Germanistik und Geographie und  wurde 1995 an der Friedrich-Alexander-Universität Erlangen-Nürnberg promoviert. Er hat sich 2004 an der Ludwig-Maximilians-Universität München habilitiert. Er ist wissenschaftlicher Mitarbeiter am Institut für Zeitgeschichte München-Berlin und außerplanmäßiger Professor an der Ludwig-Maximilians-Universität München.

## Schriften (Auswahl)
Monografien
- Das „Wunder“ der inneren Einheit. Studien zur deutschen und französischen Öffentlichkeit bei Beginn des Ersten Weltkrieges (= Pariser Historische Studien, 45), Bouvier, Bonn 1996.
- Fußballweltmeisterschaft 1954. Sport – Geschichte – Mythos (= Bayerische Landeszentrale für politische Bildungsarbeit, A/117), München 2004.
- Das schwierige Spiel des Parlamentarismus. Deutscher Reichstag und französische Chambre des Députés in den Inflationskrisen der 1920er Jahre. Oldenbourg, München 2005.
- Die Strafanstalt Landsberg am Lech und der Spöttinger Friedhof (1944–1958). Oldenbourg, München 2009.

Herausgeberschaften
- Auf dem Weg in eine neue Moderne? Die Bundesrepublik Deutschland in den siebziger und achtziger Jahren. Oldenbourg, München 2009.
- mit Thomas Schlemmer: Die Rückkehr der Arbeitslosigkeit. Die Bundesrepublik Deutschland im europäischen Kontext 1973 bis 1989. Oldenbourg, München 2009.
- Jugendarbeitslosigkeit in der Bundesrepublik. Entwicklung und Auseinandersetzung während der 1970er und 1980er Jahre. Oldenbourg, München 2012.
- mit Mark Gilbert, Eva Oberloskamp: Germany and European Integration. Oldenbourg, München 2019.
- mit Magnus Brechtken, Elke Seefried, Martina Steber: Andreas Wirsching: Demokratie und Gesellschaft. Historische Studien zur europäischen Moderne. Wallstein, Göttingen 2019.